# Henri Christophe (árbitro)
Henri Christophe (23 de julho de 1884 - 17 de junho de 1968) foi um árbitro de futebol belga que atuou nas décadas de 1920 e 1930.
Christophe havia estabelecido sua reputação internacional nos Jogos Olímpicos de Verão de 1928, em Amsterdã, embora fosse árbitro desde 1919. Devido à participação belga na Copa do Mundo FIFA de 1930, ele viajou para o Uruguai, como um dos quatro árbitros europeus na Copa do Mundo de 1930.
Christophe já havia sido árbitro nos Jogos Olímpicos de Verão de 1920, 1924 e 1928. Na Copa do Mundo, ele chegou a atuar como árbitro em um jogo e foi auxiliar na final entre Argentina e Uruguai.